# Jerry s'escamote
Pour plus de détails, voir Fiche technique et Distribution.
Jerry s'escamote (The Invisible Mouse) est le 33e court métrage d'animation de la série américaine Tom et Jerry réalisé par William Hanna et Joseph Barbera et sorti le 27 septembre 1947 aux États-Unis. Cet épisode est une parodie de L'Homme invisible (roman).

## Synopsis
Jerry devint invisible et s'amuse de tourmenter Tom.

## Fiche technique
genre : animation , comédie